# Перминова, Ирина Васильевна
Ирина Васильевна Перминова (09.02.1960, г. Джамбул (сейчас г. Тараз) Казахстан) – российский ученый, профессор, доктор химических наук, главный научный сотрудник, заведующий Лабораторией природных гуминовых систем на кафедре медицинской химии и тонкого органического синтеза химического факультета МГУ имени М.В. Ломоносова, вице-президент Международного гуминового общества (IHSS).

## Биография
Ирина Васильевна родилась в городе Джамбуле, в Казахстане, в семье инженерно-технических работников. Мать – Лидия Яковлевна Перминова (в девичестве – Копач) (1927–2014 гг) – родилась в селе Маковка Ново-Васильевского района Запорожской области (Украина), окончила с отличием Днепропетровский химико-технологический институт в 1951 г., после чего была отправлена на работу на Джамбулский суперфосфатный завод (г. Джамбул), где прошла все ступени от начальника смены до начальника центральной заводской лаборатории. Отец – Василий Степанович Перминов (1928–2017 гг.) родился в деревне Большое Корково Павинского района Костромской области (Россия), окончил теплотехнический техникум, отслужил в Военно-морском флоте и приехал в 1953 г. по комсомольской путевке в г. Джамбул, устроился работать на Джамбулскую ТЭЦ-3, став впоследствии ее директором. Старшая сестра - Лариса Васильевна Зернова (в девичестве – Перминова), 1956 г.р. Живет и работает в г. Москва.

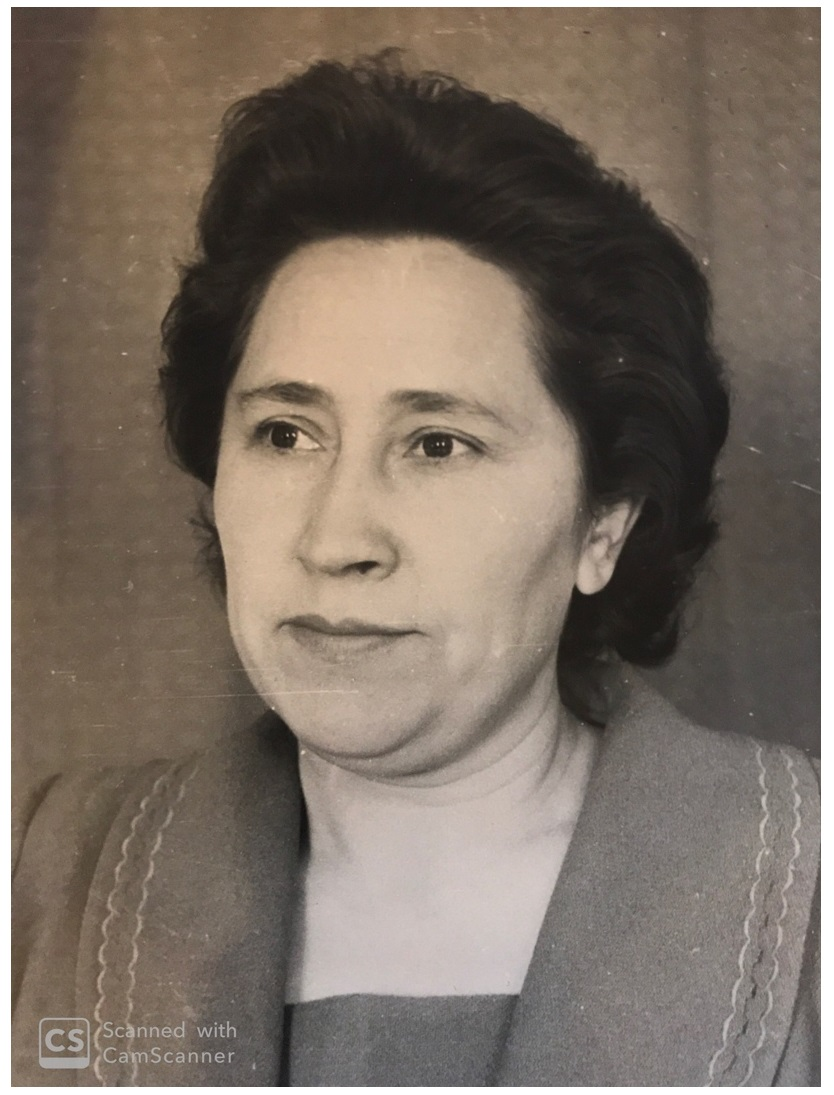
Лидия Яковлевна Перминова (1927–2014 гг)

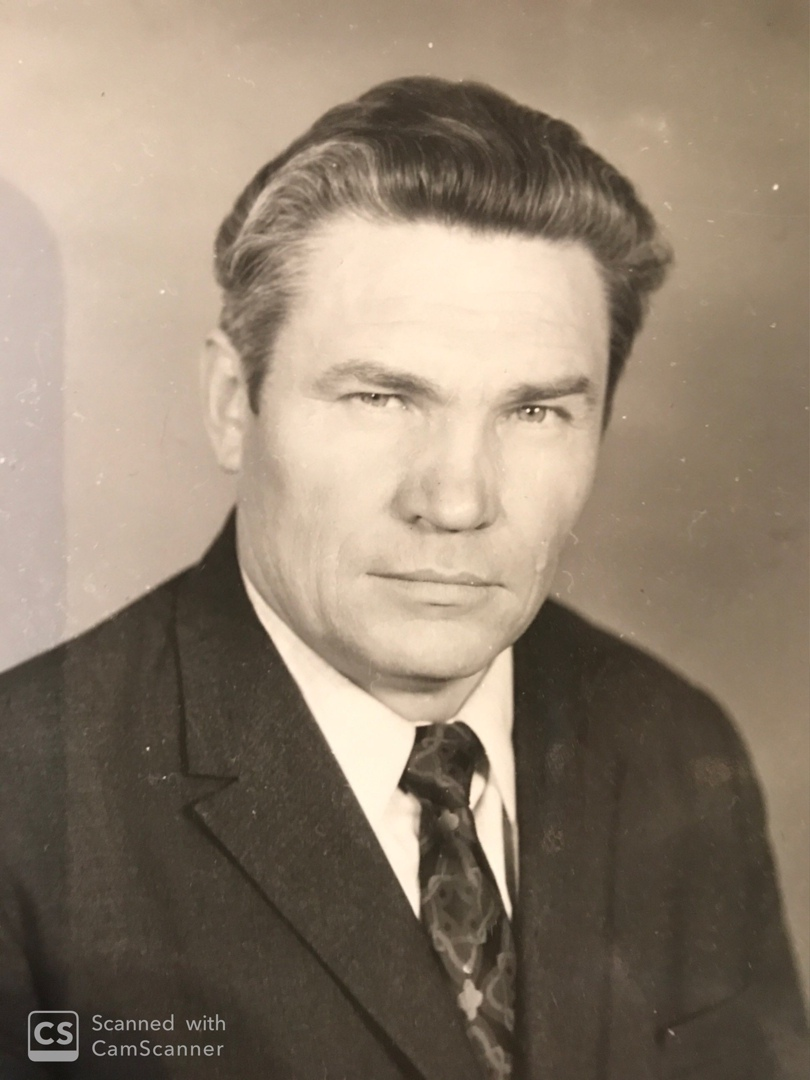
Василий Степанович Перминов (1928–2017 гг.)

Ирина Васильевна училась в средней школе №7 им. К.Э. Циолковского г. Джамбула. Школа была с «химическим уклоном» и, во многом благодаря стараниям Лидии Яковлевны Перминовой – мамы Ирины Васильевны, школа получила уникальный химический класс, оснащенный всем необходимым для проведения химического практикума, – подарок от Суперфосфатного завода. Однако в школьные годы Ирина Васильевна в большей мере интересовалась математикой, нежели химией, – так продолжалось до поездки на Республиканскую олимпиаду по химии в 9 классе, где она впервые встретилась с преподавателями химического факультета МГУ, а именно, с Владимиром Валентиновичем Сорокиным. После этой встречи Ирина Васильевна решила поступать на химфак МГУ. 9-й класс Ирина Васильевна окончила в Джамбуле, а в 1976 году семья Перминовых переехала в Гомель (Белорусская ССР), где Ирина Васильевна окончила школу с отличием, затем поступила на химический факультет МГУ (1977), который окончила с отличием в 1982 г.

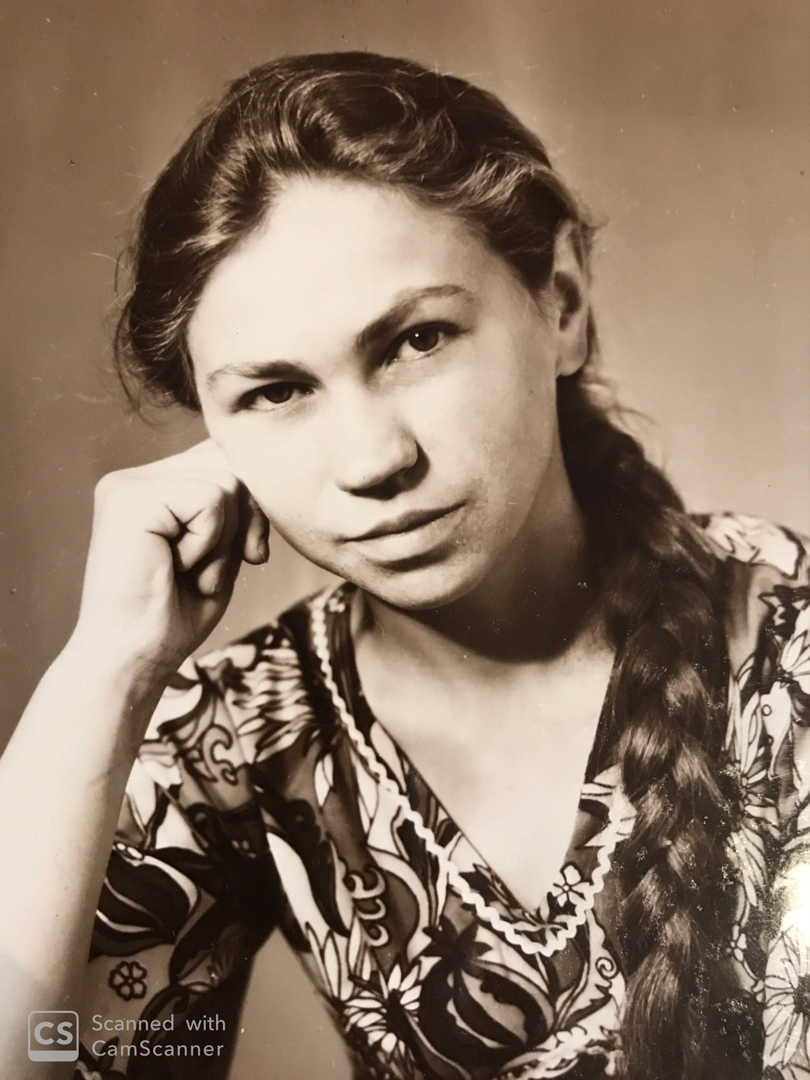
Ирина Васильевна в возрасте 17 лет

В 1982-85 гг. училась в аспирантуре на кафедре аналитической химии Химфака МГУ.

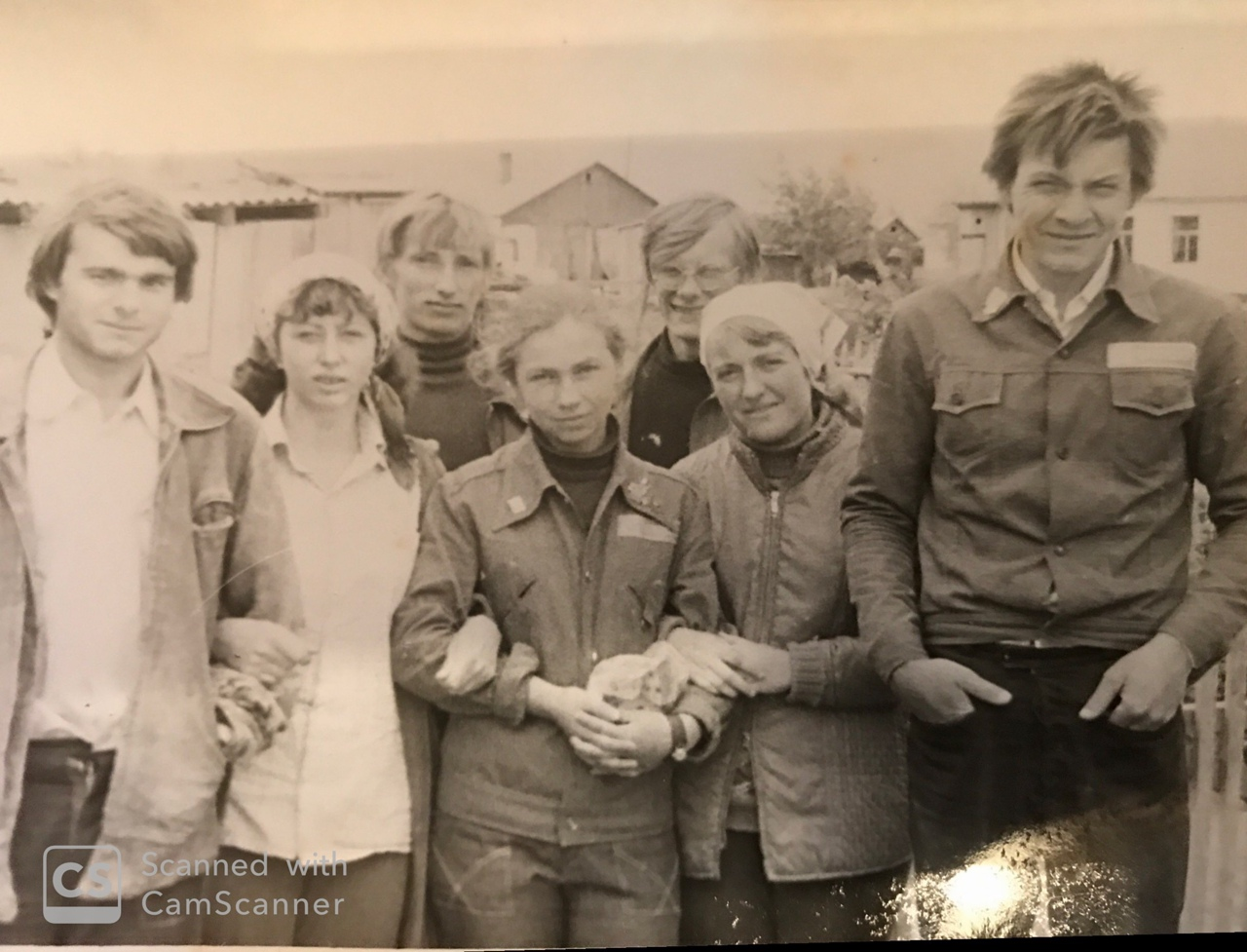
Студенческие годы (Ирина Васильевна в центре)

## Научная деятельность
Все научные исследования Ирины Васильевны, начиная со студенческих лет, и по сей день, посвящены изучению гуминовых веществ.
Со второго курса она занималась изучением комплексов иридия на кафедре аналитической химии, однако в 1981 году ее научные руководители – доц., к.х.н. Елена Константиновна Иванова и асс,, к.х.н. Татьяна Владимировна Поленова, – предложили сменить тематику дипломной работы на изучение практически неизвестных в химических кругах гуминовых веществ и их влияния на определение пестицидов в природных водах. У истоков этой тематики стоял Сергей Мефодьевич Черняк – старший научный сотрудник Государственного океанографического института (ГОИН), который уже тогда предвосхитил понимание ключевой роли гуминовых веществ для правильности анализа загрязняющих веществ в природных водах. Именно это событие и определило дальнейшую научную работу Ирины Васильевны. В ходе первых месяцев работы над этой темой пришлось решать множество проблем: прежде всего, необходимо было выделить объект исследования – гуминовые вещества – из природных вод. Для решения этой задачи Ирина Васильевна привлекла свой стройотряд, который и отобрал суммарно 200 л природной воды из пруда на Ленинских горах и доставил на химфак.
В 1982 году Ирина Васильевна защитила дипломную работу на тему «Изучение взаимного влияния органических веществ природного и антропогенного происхождения при анализе морских и пресных вод» на кафедре аналитической химии. Свои исследования она продолжила в аспирантуре кафедры аналитической химии и в 1987 году защитила кандидатскую диссертацию на тему «Определение фульвокислот в природных водах», уже будучи сотрудником Лаборатории экологии и мониторинга океана (ЛАМ Госкомгидромета и АН СССР), где она начала трудовую деятельность в 1986 г. под руководством С.М. Черняка.
В 1988 году Ирина Васильевна стала участником советско-американской экспедиции, целью которой было изучение состояния субарктических и субэкваториальных экосистем в условиях глобального изменения климата. Экспедиция кардинальным образом перевернула представления Ирины Васильевны о роли гуминовых веществ в Мировом океане: для нее стало очевидно, что они представляют собой экосистемный метаболит и являются очень удобным маркером изменения глобального цикла углерода в условиях потепления климата. Ею была опубликована статья по распределению гуминовых веществ в экосистеме Берингова моря. Экспедиция позволила завязать активные связи с американскими учеными.
После экспедиции Ирина Васильевна продолжила работать в ЛАМ, преобразованной в 1991 г. в Институт глобального климата и экологии АН СССР, активно участвовала в советско-американских совещаниях в рамках IPCC (Intergovernmental Panel on Climate Change) и занялась углубленным изучением цикла углерода, рассматривая гуминовые вещества в качестве консервативной ветви органического углерода. Ей довелось поучаствовать еще в двух международных морских экспедициях – в 1991 и 1993 гг, которые подтвердили справедливость предположений о важной роли гуминовых веществ как маркера глобальных климатических процессов в океане.
В 1991 году по предложению профессора Валерия Самсоновича Петросяна Ирина Васильевна вернулась в альма-матер, но уже в качестве старшего научного сотрудника кафедры органической химии. К сожалению, год возвращения в МГУ стал годом развала Советского Союза, когда практически полностью прекратилось финансирование науки. Из бедственного положения научную группы Ирины Васильевны спасла ее мать, которая в то время работала на Гомельском супефосфатном заводе и отправила ей в МГУ большое количество химической посуды и реактивов.
В МГУ Ирина Васильевна сосредоточила свои исследования на трех направлениях: во-первых, изучение строения и молекулярной организации гуминовых веществ, во-вторых, изучение их связывающих и детоксицирующих свойств по отношению к тяжелым металлам, полициклическим ароматическим углеводородам и пестицидам, и, в-третьих, поиск дескрипторов и численных способов описания строения гуминовых веществ для построения прогностических моделей «строение – свойство».
В процессе выполнения этих исследований под руководством Ирины Васильевны было защищено 7 кандидатских диссертаций (Данченко Н.Н. (1997), Анисимова М.А. (1997), Ковалевский Д.В. (1998), Жилин Д.М. (1998), Куликова Н.А. (1999), Гречищева Н.Ю. (2000), Холодов В.А.(2003), получен колоссальный экспериментальный материал, который составил фактологическую базу ее докторской диссертации.
Защитила Ирина Васильевна докторскую диссертацию на тему: «Анализ, классификация и прогноз свойств гумусовых кислот» в 2000 году на кафедре аналитической химии МГУ. В этой работе впервые были сформулированы методологические принципы количественного анализа гуминовых веществ для определения элементного, структурно-группового и молекулярно-массового состава, а так же предложен способ численного описания их строения в терминах интегральных дескрипторов состава на элементном, групповом и молекулярном уровне. Впервые была обоснована легитимность применения идеала воспроизводимости для гуминовых веществ путем экспериментального подтверждения того, что они представляют собой типологизируемую систему, линии эволюции которых можно предсказать. В данном направлении были опубликованы первые работы в журнале номер один в области экологической химии - Environmental Science and Technology. Результатом обобщения работ по экологической химии гуминовых веществ стала монография, вышедшая в 2005 г в издательстве Springer под названием: «Use of Humic Substances to Remediate Polluted Environments: from theory to practice”, где Ирина Васильевна стала главным редактором. В этой же монографии была опубликована ее основополагающая обзорная статья: «Remediation Chemistry of Humic Substances» в соавторстве с Кирком Хатфилдом из Университета Флориды (США)
В 2006 году Ирина Васильевна стала профессором по специальности «Экология».
Дальнейшей тематикой научных исследований стал направленный дизайн производных гуминовых веществ с заданными свойствами, включая введение редокс-центров с изученными окислительно-восстановительными свойствами и введение силанольных групп. Предполагалось, что такие гуминовые производные могут быть использованы в качестве медиаторов окислительно-восстановительных процессов и выступать в качестве адгезивных агентов при установке проницаемых реакционных барьеров. Итогом этих работ стали защищенные кандидатские диссертации (Карпюк Л.А. 2008, Щербина Н.А. 2009, Воликов А.Б. 2016) и многочисленные публикации. Одновременно велись фундаментальные исследования по изучению молекулярной организации гуминовых веществ методом спектроскопии ЯМР и масс-спектрометрии ионно-циклотронного резонанса с преобразованием Фурье (МС ИЦРПФ) в сотрудничестве с Филиппом Шмитт-Копплином и Норбертом Херткорном (Гельмгольц-центр по охране окружающей среды и здоровья (Мюнхен, Германия) и проф. Е.Н. Николаевым (ИНЭП ХФ РАН, Сколтех), которые вылились в защищенную кандидатскую диссертацию (Жеребкер А.Я., 2017) и целый цикл публикаций по данной теме. Особенно значимой является публикация результатов проекта IUPAC, выполненного по инициативе и под руководством Перминовой И.В., посвященного интеркалибрационным исследованиям молекулярного состава гуминовых веществ методом МС ИЦРПФ.
В 2015 г. Ирина Васильевна перешла на кафедру медицинской химии и тонкого органического синтеза. В 2017 году по предложению академика Н.С. Зефирова Ученым советом химического факультета МГУ было принято решение о создании Лаборатории природных гуминовых систем на базе кафедры. Это решение было поддержано Ученым Советом МГУ и в сентябре 2017 г Лаборатория природных гуминовых систем (ПГС) стала структурным подразделением химфака МГУ.

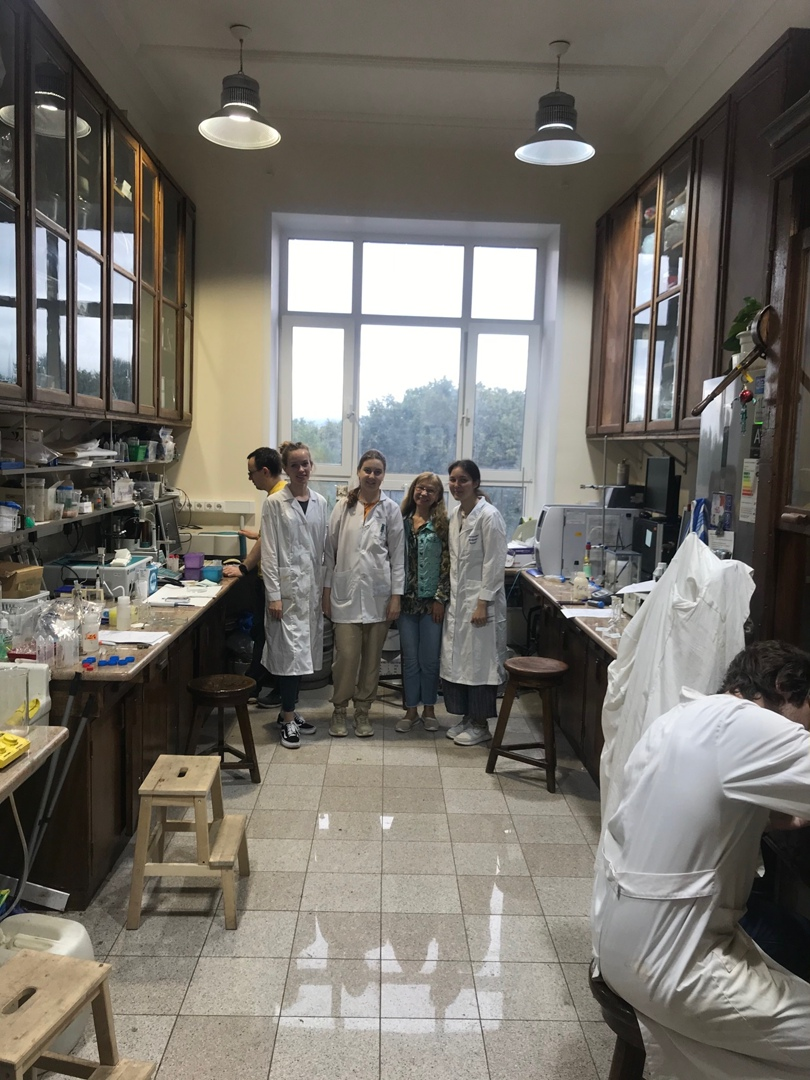
Лаборатория природных гуминовых систем

Принимая во внимание тематику кафедры, новыми научными направлениями лаборатории стала борьба с антибиотикорезистентностью – разработка ингибиторов беталактамазной активности на основе гуминовых веществ, а также с множественной резистентностью вирусов – разработка антивирусных гуминовых препаратов. Основная научная идея состоит в том, что гуминовые вещества, во-первых, содержат различные биоактивные ингредиенты – их можно выделить и сконцентрировать с помощью направленного фракционирования, во-вторых, гуминовые вещества могут служить комбинаторной упаковкой для реакционных центров с известной биологической активностью (например, беталактамы), что может привести к восстановлению антибиотикочувствительности у различных бактериальных штаммов.
Еще одной темой многолетних исследований является синтез наночастиц металлов и оксидов металлов, стабилизированных в матрице гуминовых веществ. В качестве таких наночастиц могут служить Ag, Au, оксогидроксиды железа и т.д. По данной тематике была защищена кандидатская диссертация Соркиной Т.А. (2014) и опубликован целый цикл работ. В настоящее время научная группа И.В. Перминовой активно развивает это направление в рамках получения новых биоматериалов для ранозаживления инфицированных ран: по данной тематике в лаборатории реализуется междисциплинарный комплексный проект РНФ 20-63-47070 совместно с Сибирским государственным медицинским университетом.
Кроме того, активно ведутся исследования по изучению структуры и оптических свойств природного органического вещества арктических экосистем, в частности, бассейна рек Колыма и Обь. В 2020 г. четверо сотрудников, аспирантов и студентов лаборатории ПГС участвовали в международной экспедиции НИС «Академик Мстислав Келдыш». Опубликован цикл работ по данной теме
Тем самым в настоящее время в тематике Лаборатории слились воедино экологическая химия и медицинская химия гуминовых систем. При этом в области экологической химии Ириной Васильевной была предложена новая концепция, а именно, экоадаптивная химия.
Экоадаптивная химия – это область науки, направленная на изучение молекулярных механизмов устойчивого функционирования открытых биогеохимических систем и на их воспроизведение путем создания природоподобных структур, материалов, технических устройств и технологических процессов. Данная концепция была опубликована в статье «From green chemistry and nature-like technologies to ecoapadtive chemistry and technologies”, которая вышла в журнале Pure and Applied Chemistry – официальном издании Международного союза чистой и прикладной химии (International Union of Pure and Applied Chemistry) в 2019 г.. В полном соответствии с данной концепцией в 2020 г. в Лаборатории ПГС была предложена технология in situ промывки грунтов, загрязненных дизельным топливом во время аварии в г. Норильске. В настоящее время – это один из флагманских проектов лаборатории.
В планах на будущее – довести технологию промывки до грунтов до прохождения государственной экологической экспертизы (ГЭЭ), а новые биоматериалы для ранозаживления – до стадии доклинических испытаний. Есть планы на разработку ингибиторов беталактамаз на основе узких фракций гуминовых веществ. Но первоочередная задача – продолжение фундаментальных изысканий по молекулярной организации гуминовых веществ методами масс-спектрометрии сверхвысокого разрешения и машинного обучения, результаты которых лягут в основу статистической теории гумификации и определения гуминовых веществ как класса стохастических супрамолекулярных систем природного сложного вещества. В планах так же написание учебника по Химии природных гуминовых систем.

### Участие в научных конференциях
Перминова И.В. в 1993 году организовала Межфакультетскую научную группу МГУ «МГУМУС». В состав группы входят сотрудники, аспиранты и студенты 6 факультетов МГУ (химический, факультет почвоведения, биологический, физический, факультет наук о материалах, ВМиК) с постоянно действующим научным семинаром «Химия гуминовых веществ», который функционирует с 1993 г. по настоящее время (проведение семинаров – ежененедельное).
В рамках работы группы МГУМУС в 2013 г. состоялся Междисциплинарный семинар МГУ «На стыке наук и идей», где выступили с докладами профессора шести факультетов МГУ и ученые из институтов РАН.
Перминова И.В. – постоянный член оргкомитета всех международных конференций, организуемых Международным гуминовым обществом (International Humic Substances Society, IHSS) и его региональных и национальных отделений. Она неоднократно получала приглашения и выступала с приглашенными докладами на этих и других международных конференциях
В 2008 г. Перминова И.В. стала инициатором проведения 14-й международной конференции МГО (IHSS) в России, которая состоялась на борту теплохода Москва – Санкт-Петербург. В конференции приняло участие более 300 человек. Успех этой конференции вдохновил И.В. Перминову на организацию конференций по гуминовым инновационным технологиям (ГИТ) под эгидой Отделения СНГ МГО и МГУ. Первая конференция состоялась в 2010 г в МГУ, и с тех пор каждые два года все члены отделения СНГ МГО и их зарубежные коллеги собираются на этот форум гуминовой науки. В 2019 г. состоялась Пятая – юбилейная конференция СНГ МГО, на которой присутствовало около 200 человек из 16 стран.

### Членства в научных обществах
C 1994 Ирина Васильевна является членом Международного гуминового общества (IHSS).
С 2002 г возглавляет Отделение СНГ МГО (Международного гуминового общества – International Humic Substances Society, IHSS).
В 2020 году Ирина Васильевна избрана вице-президентом IHSS.
С 2017 по 2019 гг была титулярным членом Международного союза теоретической и прикладной химии (IUPAC) по секции VI «Химия и окружающая среда».
С 2020 по 2021 гг – ассоциированный член секции VI IUPAC.

## Педагогическая деятельность
С 1991 по 1994 год Ирина Васильевна читала лекции в открытом экологическом университете по предмету «Химия и токсикология окружающей среды»
С 2017 года она преподает курс «Химия и окружающая среда» магистрам химического факультета МГУ, и с 2020 года – магистрам химического факультета филиала МГУ в Баку.
С 2016 года ведет межфакультетский курс «Химия природного органического вещества и природоподобные технологии»
Под руководством И.В. Перминовой защищены 2 докторские диссертации (Н.А. Куликова и Н.Ю. Гречищева), 14 кандидатских диссертаций и 25 дипломных работ.

## Основные труды
Монография:
Use of humic substances to remediate polluted environments: from theory to practice, Perminova I.V., Hatfield K., Hertkorn N. (Eds.), NATO Science Series: IV: Earth and Environmental Sciences, Vol. 52, 2005. Springer, Dordrecht, The Netherlands, pp 506.
Главы в монографиях:
1. Perminova, I.V., S. N. Kalmykov, N.S. Shcherbina, S. A. Ponomarenko, V. A. Kholodov, A.P. Novikov, R.G. Haire, K. Hatfield. Humic Functional Derivatives and Nanocoatings for Remediation of Actinide Contaminated Environments. Chapter 29. In: Nanomaterials for Environmental Protection, Eds.: B.I. Kharisov, O.V. Kharissova, H. V. Rasika Dias. 2014 Blackwell Wiley Inc., New York. P. 483-502. (ISBN 0-471-9781118496978).
2. Perminova, I.V., Gaspar, A., Ph. Schmitt-Kopplin, N.A. Kulikova, A.I. Konstantinov, N. Hertkorn, K. Hatfield. 2009. Separation technology as a powerful tool for unfolding molecular complexity of natural organic matter and humic substances. In: Biophysico-Chemical Processes Involving Natural Nonliving Organic Matter in Environmental Systems. N. Senesi and B. Xing (Eds.), IUPAC Book Series, Wiley, Chapter 13. P. 487-538.
3. Perminova, I.V., Kulikova, N.A., Zhilin, D.M., Grechischeva, N.Yu., Kovalevskii, D.V., et al. 2006. Mediating effects of humic substances in the contaminated environments. Concepts, results, and prospects. In: Viable Methods of Soil and Water Pollution Monitoring, Protection and Remediation. Twardowska, I., Allen, H.E., Haggblom, M.H., Stefaniak, S. (Eds.) NATO Science Series IV: Earth and Environmental Sciences, Springer, Dordrecht, the Netherlands, Vol. 69, pp. 249-274.
4. Perminova, I.V., and Hatfield, K. 2005. Remediation Chemistry of Humic Substances: Theory and Implications for Technology. In: Use of humic substances to remediate polluted environments: from theory to practice, Perminova I.V., Hatfield K., Hertkorn N. (Eds.), NATO Science Series: IV: Earth and Environmental Sciences, Vol. 52, Springer, Dordrecht, The Netherlands, pp. 3-36.
5. Perminova, I.V., Grechishcheva, N. Yu., Petrosyan, V.S., Anisimova M.A., Kulikova N.A., Lebedeva G.F., Matorin D.N. and Venediktov P.S. 2001. Impact of humic substances on the toxicity of xenobiotic organic compounds. Chapter 14. In: Humic Substances and Chemical Contaminants. SSSA, Madison, WI. Eds: M.H.B. Hayes, C.E. Clapp, N. Senesi, P.R. Bloom and P.M. Jardine. p. 275-287.
6. Perminova I.V., D.V. Kovalevsky, N.Yu. Yashchenko, N.N. Danchenko, A.V. Kudryavtsev, D.M. Zhilin, V.S. Petrosyan, N.A. Kulikova, O.I. Philippova, G.F. Lebedeva, 1996: Humic substances as natural detoxicants. In: Humic substances and organic matter in soil and water environments: characterization, transformations and interactions. Eds.: C.E. Clapp, M.H.B. Hayes, N. Senesi, S.M. Griffith. St. Paul, MN, USA, 399-406

## Семья
Муж – Райнер Браун (Reiner Braun), живет и работает в Германии, журналист, историк, политический деятель, исполняет обязанности вице-президента Всемирного комитета мира (International Peace Bureau, IPB).

## Интересные факты
Всего за один год выучила английский язык, в студенческие годы пела в хоре, была комиссаром стройотряда, играет на гитаре. Самое главное увлечение – путешествия и друзья.